# Буйна Тарас Йосипович
Тара́с Йо́сипович Буйна — полковник Збройних сил України.

## З життєпису
Старший офіцер відділення спеціального призначення спеціального відділу Військової служби правопорядку.
У збройних силах з 1997 року, зі строкової служби. Розпочинав у Криму, молодшим сержантом, командиром відділення.
Керуючи групою спецпризначенців у зоні АТО, виконував завдання щодо супроводження керівного складу Генерального штабу Збройних Сил України, боротьби з диверсійно-розвідувальними групами незаконних збройних формувань, супроводження та охорони вантажів на передовій.
Неодноразово здійснював виїзди в зону проведення активних бойових дій, проявляючи при цьому мужність та героїзм.
Будучи старшим групи підрозділу спеціального призначення в складі зведеного загону, неодноразово брав участь у відбитті збройних нападів.
Станом на лютий 2017 року — старший офіцер відділення спеціального призначення, 3-й спеціальний відділ військової служби правопорядку.

## Нагороди
За особисту мужність і героїзм, виявлені у захисті державного суверенітету та територіальної цілісності України, вірність військовій присязі під час російсько-української війни
- нагороджений орденом Богдана Хмельницького III ступеня (27.5.2015).